# Einband-Europameisterschaft 1981

Logo CEB (ausrichtender Verband)

Veranstaltungsort: Hechtel

Die Einband-Europameisterschaft 1981 war das 29. Turnier in dieser Disziplin des Karambolagebillards und fand vom 9. bis zum 12. April 1981 in Hechtel statt. Es war die sechste Einband-Europameisterschaft in Belgien.

## Geschichte
Mit einer großen Überraschung startete diese Einband-EM. Der Favorit Raymond Ceulemans verlor gegen seinen Landsmann Marc de Sutter mit 157:200 in zehn Aufnahmen und danach gegen Jos Bongers mit 194:200 in mäßigen 29 Aufnahmen. Damit stand Ceulemans in seinen beiden weiteren Partien mächtig unter Druck. Er bewies aber wieder einmal seine Extraklasse und gewann gegen Thomas Wildförster und  Fonsy Grethen in jeweils sieben Aufnahmen. Dadurch kam er durch seinen guten GD sicher in die Endrunde. Sein Pech war, dass er die schlechte Partie gegen Bongers mit in die Endrunde nahm.  Hier siegte er wieder überlegen gegen Ludo Dielis in neun Aufnahmen und gegen Christ van der Smissen in acht Aufnahmen. Das reichte aber durch die mitgenommene Partie gegen Bongers nur zum zweiten Platz, da Dielis in der Endrunde den besseren GD spielte. Mit 16,44 stellte er aber einen neuen Europarekord im Generaldurchschnitt (GD) auf. In einer Kampfpartie der beiden deutschen Teilnehmer setzte sich Wildförster gegen Wolfgang Zenkner durch und qualifizierte sich damit für die Weltmeisterschaft.

## Turniermodus
Es wurde zwei Gruppen à fünf Spieler gebildet. Hier wurde im Round Robin System bis 200 Punkte gespielt. Die beiden Gruppenbesten spielten die Endrunde, wobei die Gruppenergebnisse übernommen wurden. Die Plätze 5 bis 9 wurden ausgespielt.
Bei MP-Gleichstand wird in folgender Reihenfolge gewertet:
1. MP = Matchpunkte
2. GD = Generaldurchschnitt
3. HS = Höchstserie

## Vorrundentabellen
| MP    | Match Points (Sieger = 2; Unentschieden = 1; Verlierer = 0) |
| Pkte. | Erzielte Karambolagen                                       |
| Aufn. | Benötigte Versuche                                          |
| GD    | Generaldurchschnitt                                         |
| BED   | Bester Einzeldurchschnitt eines Spielers                    |
| HS    | Höchstserie                                                 |
|       | Bester GD des Turniers                                      |
|       | Bester ED des Turniers                                      |
|       | Beste HS des Turniers                                       |
|       | 1. Platz (Gold)                                             |
|       | 2. Platz (Silber)                                           |
|       | 3. Platz (Bronze)                                           |

| Platz | Name                   | MP  | Pkte | Aufn. | GD    | BED   | HS |
| ----- | ---------------------- | --- | ---- | ----- | ----- | ----- | -- |
| 1     | Ludo Dielis            | 8:0 | 800  | 56    | 14,28 | 20,00 | 96 |
| 2     | Christ van der Smissen | 6:2 | 741  | 57    | 13,00 | 18,18 | 80 |
| 3     | Wolfgang Zenkner       | 4:4 | 557  | 78    | 7,14  | 8,33  | 87 |
| 4     | Javier Arenaza         | 2:6 | 491  | 85    | 5,77  | 6,45  | 61 |
| 5     | Antonio Oddo           | 0:8 | 482  | 82    | 5,87  | –     | 31 |

| Platz | Name               | MP  | Pkte | Aufn. | GD    | BED   | HS |
| ----- | ------------------ | --- | ---- | ----- | ----- | ----- | -- |
| 1     | Jos Bongers        | 7:1 | 800  | 96    | 8,33  | 9,52  | 51 |
| 2     | Raymond Ceulemans  | 4:4 | 751  | 53    | 14,16 | 28,57 | 67 |
| 3     | Thomas Wildförster | 4:4 | 646  | 80    | 8,07  | 18,18 | 52 |
| 4     | Marc de Sutter     | 3:5 | 701  | 71    | 9,87  | 20,00 | 63 |
| 5     | Fonsy Grethen      | 2:6 | 527  | 96    | 5,48  | 7,69  | 33 |

### Platzierungsspiele
| Platz            | Name               | MP  | Pkte | Aufn. | GD    | BED   | HS |
| ---------------- | ------------------ | --- | ---- | ----- | ----- | ----- | -- |
| Spiel um Platz 9 |                    |     |      |       |       |       |    |
| 9                | Fonsy Grethen      | 2:0 | 200  | 22    | 9,09  | 9,09  | 36 |
| 10               | Antonio Oddo       | 0:2 | 149  | 22    | 6,77  | –     | 32 |
| Spiel um Platz 7 |                    |     |      |       |       |       |    |
| 7                | Marc de Sutter     | 2:0 | 200  | 13    | 15,38 | 15,38 | 71 |
| 8                | Javier Arenaza     | 0:2 | 141  | 13    | 10,84 | –     | 38 |
| Spiel um Platz 5 |                    |     |      |       |       |       |    |
| 5                | Thomas Wildförster | 2:0 | 200  | 25    | 8,00  | 8,00  | 88 |
| 6                | Wolfgang Zenkner   | 0:2 | 107  | 25    | 4,28  | –     | 24 |

## Endrunde
| Platz | Name                   | MP  | Pkte | Aufn. | GD    | BED   | HS |
| ----- | ---------------------- | --- | ---- | ----- | ----- | ----- | -- |
| 1     | Ludo Dielis            | 4:2 | 519  | 36    | 14,41 | 18,18 | 75 |
| 2     | Raymond Ceulemans      | 4:2 | 594  | 46    | 12,91 | 25,00 | 74 |
| 3     | Christ van der Smissen | 2:4 | 373  | 34    | 10,97 | 20,00 | 51 |
| 4     | Jos Bongers            | 2:4 | 387  | 50    | 7,74  | 6,89  | 70 |

## Abschlusstabelle
| MP    | Match Points (Sieger = 2; Unentschieden = 1; Verlierer = 0) |
| Pkte. | Erzielte Karambolagen                                       |
| Aufn. | Benötigte Versuche                                          |
| GD    | Generaldurchschnitt                                         |
| BED   | Bester Einzeldurchschnitt eines Spielers                    |
| HS    | Höchstserie                                                 |
|       | Bester GD des Turniers                                      |
|       | Bester ED des Turniers                                      |
|       | Beste HS des Turniers                                       |
|       | 1. Platz (Gold)                                             |
|       | 2. Platz (Silber)                                           |
|       | 3. Platz (Bronze)                                           |

| Platz                     | Name                   | MP   | Pkte. | Aufn. | GD    | BED   | HS |
| ------------------------- | ---------------------- | ---- | ----- | ----- | ----- | ----- | -- |
| 1                         | Ludo Dielis            | 10:2 | 1119  | 76    | 14,72 | 20,00 | 96 |
| 2                         | Raymond Ceulemans      | 8:4  | 1151  | 70    | 16,44 | 28,57 | 74 |
| 3                         | Christ van der Smissen | 8:4  | 973   | 75    | 12,97 | 20,00 | 80 |
| 4                         | Jos Bongers            | 7:5  | 987   | 117   | 8,43  | 9,52  | 70 |
| 5                         | Thomas Wildförster     | 6:4  | 846   | 105   | 8,05  | 18,18 | 88 |
| 6                         | Wolfgang Zenkner       | 4:6  | 664   | 103   | 6,44  | 8,33  | 87 |
| 7                         | Marc de Sutter         | 5:5  | 901   | 84    | 10,72 | 20,00 | 71 |
| 8                         | Javier Arenaza         | 2:8  | 632   | 98    | 6,44  | 6,45  | 61 |
| 9                         | Fonsy Grethen          | 4:6  | 727   | 118   | 6,16  | 9,09  | 36 |
| 10                        | Antonio Oddo           | 0:10 | 631   | 104   | 6,06  | –     | 32 |
| Turnierdurchschnitt: 9,08 |                        |      |       |       |       |       |    |